# Chu Văn Tấn
Thượng tướng Chu Văn Tấn (1910–1984) là một vị tướng của Quân đội Nhân dân Việt Nam, người đặt nền móng gây dựng nên lực lượng vũ trang Việt Nam.

## Thân thế
Ông là người dân tộc Nùng, sinh ngày 5 tháng 5 năm 1910, tại tổng Lâu Thượng, châu Võ Nhai, tỉnh Lạng Sơn (nay thuộc xã Phú Thượng, huyện Võ Nhai, tỉnh Thái Nguyên). Ngày sinh của ông không rõ.
Thân phụ ông là cụ Chu Văn Hòa, từng tham gia nghĩa quân Hoàng Hoa Thám chống Pháp. Xuất thân trong một gia đình có truyền thống yêu nước, từ nhỏ, ông được gia đình cho ăn học. Sau khi tốt nghiệp tiểu học ở Thái Nguyên năm 1927, ông từng có thời gian dạy học ở Bắc Hà. Khoảng năm 1931-1932, ông làm nhân viên địa chính và cai quản lính dõng (châu đoàn) cho chính quyền thực dân Pháp tại quê hương ông.

## Cuộc đời và sự nghiệp

### Tham gia hoạt động cách mạng
Là người yêu nước, có học vấn và có tinh thần tự trị, ông thường xuyên đấu tranh với những quan chức thực dân để giảm áp bức và sưu thuế, vì vậy ông được đồng bào và người dân tin tưởng. Chính vì vậy, những người Cộng sản đã tìm cách liên lạc và vận động để tranh thủ một thủ lĩnh địa phương có uy tín cao như ông.
Năm 1934, ông tham gia xây dựng phong trào cách mạng và chỉ đạo chiến tranh du kích ở Tràng Xá, Võ Nhai, Bắc Sơn.
Năm 1935, Hoàng Văn Thụ, Ủy viên Ban Chấp hành Trung ương về gây dựng cơ sở và thành lập chi bộ Cộng sản ghép ở 2 châu Võ Nhai và Bắc Sơn. Ông được mời tham dự chi bộ dù chưa phải là đảng viên.
Năm 1936, ông gia nhập Đảng Cộng sản Đông Dương với bí danh Tân Hồng.

### Tham gia Khởi nghĩa Bắc Sơn
Ngày 22 tháng 9 năm 1940, quân Nhật bất ngờ tấn công Lạng Sơn. Quân Pháp đồn trú tại đây hoảng loạn đã tháo chạy qua châu Bắc Sơn. Nhân cơ hội này, ông lãnh đạo các đội tự vệ tấn công và cướp súng của tàn quân Pháp tại đèo Tam Canh để tự vũ trang cho mình.
Nhân cơ hội quân đồn trú Pháp bị tan rã, quân Nhật chưa kịp thiết lập quyền kiểm soát, các cán bộ Cộng sản tại Bắc Sơn - Võ Nhai cho rằng thời cơ đã đến. Ngày 27 tháng 9 năm 1940, ông chỉ huy các đội tự vệ vũ trang tấn công đồn Mỏ Nhài (Bắc Sơn), hỗ trợ những người Cộng sản vận động dân chúng nổi dậy cướp chính quyền tại Bắc Sơn.
Quân khởi nghĩa làm chủ huyện lỵ Bắc Sơn được gần một tháng. Sau đó, người Nhật thoả hiệp với thực dân Pháp, quân Pháp tái chiếm Bắc Sơn và đàn áp quân khởi nghĩa. Ngày 28 tháng 10 năm 1940, quân Pháp chiếm lại đồn Mỏ Nhài. Khởi nghĩa Bắc Sơn bị dập tắt.
Tuy nhiên, ông cùng một số đội viên tự vệ cùng vũ khí rút được vào rừng sâu Võ Nhai - Bắc Sơn lập căn cứ. Tháng 11 năm 1940, Hội nghị Trung ương Đảng lần thứ 7 tại làng Đình Bảng, Bắc Ninh đã ra quyết định về việc duy trì và bồi dưỡng lực lượng vũ trang của cuộc khởi nghĩa Bắc Sơn, làm vốn quân sự đầu tiên cho cách mạng. Đầu tháng 2 năm 1941, ông được bầu làm Xứ ủy viên Bắc Kỳ, phụ trách xây dựng đội du kích Bắc Sơn.
Ngày 14 tháng 2 năm 1941, Đội du kích Bắc Sơn chính thức được thành lập trong một buổi lễ tổ chức tại khu rừng Khuổi Nọi (nay thuộc xã Vũ Lễ, huyện Bắc Sơn, tỉnh Lạng Sơn). Hoàng Văn Thụ đã thay mặt Trung ương Đảng công nhận, trao nhiệm vụ và lá cờ đỏ sao vàng cho Đội du kích Bắc Sơn. Bấy giờ Đội gồm 32 chiến sĩ, do Lương Văn Tri làm Chỉ huy trưởng. Ông được cử làm Chỉ huy phó.

### Chỉ huy Cứu quốc quân
Tháng 4 năm 1941, Nguyễn Ái Quốc từ Vân Nam qua Quảng Tây về Cao Bằng, ở tại hang Pắc Pó, nơi có dòng suối mà tiếng địa phương gọi là Khuổi Nậm. Ông được phân công nhiệm vụ chỉ huy đội bảo vệ đưa các ông Hoàng Văn Thụ, Trường Chinh, Hoàng Quốc Việt, Trần Đăng Ninh từ Việt Nam sang Long Châu (Quảng Tây, Trung Quốc) rồi đi vòng về Cao Bằng để tham dự Hội nghị Trung ương Đảng lần thứ 8 do Nguyễn Ái Quốc chủ trì tại Pắc Pó vào tháng 5 năm 1941. Hội nghị này xác định thành lập Mặt trận Việt Nam độc lập đồng minh (Việt Minh) và đồng thời chủ trương thành lập lực lượng Cứu quốc quân làm nòng cốt quân sự cho Việt Minh.
Theo quyết định của Hội nghị, Đội du kích Bắc Sơn được đổi tên thành Trung đội Cứu quốc quân thứ nhất. Tháng 6 năm 1941, Phùng Chí Kiên được điều về làm Phụ trách chung.
Tuy nhiên, ngay cuối tháng 6, quân Pháp cùng lính khố xanh, khố đỏ mở cuộc càn quét lớn vào Bắc Sơn. Ông cùng Ban chỉ huy Cứu quốc quân tổ chức chống càn, tuy nhiên do lực lượng chênh lệch nên đành phải để lại 1 tiểu đội chặn đối phương, còn 2 tiểu đội phá vòng vây, rút lên Cao Bằng để bảo toàn lực lượng. Tiểu đội của Phùng Chí Kiên và Lương Văn Tri bị phục kích và bị tiêu diệt. Riêng tiểu đội do ông chỉ huy thoát khỏi vòng vây về được Pắc Bó.
Sau khi đưa được một bộ phận của Trung đội Cứu quốc quân thứ nhất về Pắc Bó an toàn và được chuyển thành đơn vị vũ trang bảo vệ căn cứ Pắc Pó, ông được giao nhiệm vụ về lại Võ Nhai để xây dựng và làm Chỉ huy trưởng của Trung đội Cứu quốc quân thứ hai, với 47 chiến sĩ (có 3 nữ), được thành lập ngày 15 tháng 9 năm 1941, tại Khuôn Mánh (nay thuộc xã Tràng Xá, Võ Nhai, tỉnh Thái Nguyên).
Trong những năm sau đó, ông chỉ huy Cứu quốc quân phát triển lực lượng, đánh du kích ở Tràng Xá, phát triển về Đại Từ, cướp được nhiều vũ khí của quân Pháp. Các binh sĩ Pháp đặt ông biệt danh là "Hùm xám Bắc Sơn".
Cuối năm 1944, ông chỉ huy lực lượng Cứu quốc quân 2 xây dựng Chiến khu Nguyễn Huệ (nay thuộc Đại Từ, Thái Nguyên). Sau Hội nghị Quân sự cách mạng Bắc Kỳ tại Hiệp Hòa (Bắc Giang) từ ngày 15 đến ngày 20 tháng 4 năm 1945, Chiến khu Nguyễn Huệ phát triển thành Chiến khu Hoàng Hoa Thám, trở thành căn cứ địa vững chắc để đón lãnh tụ Hồ Chí Minh và các lãnh đạo khác về đây hoạt động.

### Tham gia Quân đội Nhân dân Việt Nam
Tháng 5 năm 1945, tại Hội nghị Quân sự Bắc kỳ, Việt Nam tuyên truyền giải phóng quân và Cứu quốc quân hợp nhất thành Việt Nam giải phóng quân do Chu Văn Tấn làm Chính trị viên, Võ Nguyên Giáp làm Chỉ huy trưởng, và chỉ huy phó Trần Đăng Ninh. Đây là lực lượng quân sự chủ lực của Việt Minh. Ngày 02/9/1945, tại quảng trường Ba Đình Chủ tịch Hồ Chí Minh đọc bản Tuyên ngôn độc lập, tuyên bố nước Việt Nam Dân chủ cộng hòa ra đời. Cũng từ ngày này. Giải phóng quân Việt Nam trở thành Vệ quốc đoàn, Quân đội nhân dân của nước Việt Nam Dân chủ cộng hòa.
Tháng 8 năm 1945, ông tham gia Ban lãnh đạo tổng khởi nghĩa. Sau Cách mạng tháng Tám 1945, ông được cử làm Bộ trưởng Bộ Quốc phòng Chính phủ lâm thời từ cuối tháng 8 năm 1945 đến ngày 2 tháng 3 năm 1946..
Năm 1946, ông được cử là Phái viên của Chính phủ đi kiểm tra Khu 4. Từ tháng 3 năm 1946 đến tháng 11 năm 1946, ông làm Khu trưởng Khu 4.
Năm 1948, ông làm Khu trưởng, Bí thư Khu ủy Chiến khu 1. Cùng năm này, ông được phong quân hàm Thiếu tướng cùng với 10 tướng lĩnh khác trong đợt phong hàm đầu tiên.
Từ năm 1949 đến năm 1954, ông làm Khu trưởng, Bí thư khu ủy Liên khu Việt Bắc, Chánh án Tòa án Quân sự, Chủ tịch Ủy ban kháng chiến hành chính Liên khu Việt Bắc.
Ông tham gia chỉ huy Chiến dịch Trần Hưng Đạo từ 25/12/1950 đến 17/1/1951. Trong đó nổi bật là Trận Vĩnh Yên.

### Cuối đời
Năm 1976, ông được bầu làm Phó Chủ tịch Quốc hội của nước Việt Nam thống nhất. Tuy nhiên, không lâu sau đó, quan hệ Việt - Trung trở nên căng thẳng và xấu đi nhanh chóng, cao điểm là việc Ủy viên Bộ Chính trị Hoàng Văn Hoan trốn sang Trung Quốc và ủng hộ Trung Quốc cuộc chiến tranh Việt - Trung vào năm 1979. Do có quan hệ gần gũi với Hoàng Văn Hoan, ông bị nghi ngờ và bị cách chức, bị cô lập khỏi các hoạt động chính trị trong 4 năm. Ông mất ngày 22 tháng 5 năm 1984 tại bệnh viện trung ương quân đội 108 - Hà Nội. Sau khi mất, ông được an táng tại Nghĩa trang của gia đình tại xã Phú Thượng, huyện Võ Nhai, tỉnh Thái Nguyên.

## Phong tặng
Ông được Nhà nước Việt Nam tặng thưởng:
- Bằng tuyên dương công trạng toàn quốc năm 1948

 Huân chương Độc lập hạng Nhất 
 Huân chương Quân công hạng Ba 
 Huân chương Chiến thắng hạng Nhất 
 Huân chương Kháng chiến hạng Nhất 
 Huân chương Chiến sĩ vẻ vang hạng Nhất 
 Huân chương Chiến sĩ vẻ vang hạng Nhì 
 Huân chương Chiến sĩ vẻ vang hạng Ba 

## Nhận xét
| “             | “Hùm xám Bắc, Sơn”! Đó là người đã tạo nên lịch sử Quân đội Nhân dân Việt Nam, | ” |
| — Hồ Chí Minh |                                                                                |   |

| “             | Chu Văn Tấn, người anh cả của lực lượng du kích quân Việt Nam | ” |
| — Hồ Chí Minh |                                                               |   |

| “             | Đó là người gây dựng lên lực lượng vũ trang Việt Nam | ” |
| — Hồ Chí Minh |                                                      |   |

| “                | Đồng chí tuyệt đối trung thành với Bác Hồ, Đảng Cộng sản Đông Dương trước kia và Đảng Lao động Việt Nam sau này | ” |
| — Võ Nguyên Giáp | |   |

| “                  | Ông Chu Văn Tấn là một con người vĩ đại theo đúng nghĩa của từ này | ” |
| — Gérald Guillaume |                                                                    |   |

| “                       | Là thượng cấp mà khi đến làm việc với chúng tôi, ông có một phong thái vô cùng bình dị; cùng ăn những bữa cơm đạm bạc chỉ có rau và măng rừng, cùng ngủ chung trên một sàn nứa trong khu nhà trống hơ trống hoác | ” |
| — Đại tá Nguyễn Huy Văn | |   |

## Tác phẩm
- Reminiscences of the Army for National Salvation, Chu Van Tan, 1974.
- Bộ phim Hùm xám Bắc Sơn, đạo diễn Gérald Guillaume, 1972. (Được đích thân Chủ tịch Hồ Chí Minh giới thiệu làm phim về “một lãnh đạo rất Việt Nam” từ năm 1968)
- Kỷ niệm Cứu quốc quân (Hồi ký), Nhà xuất bản Quân đội nhân dân, tác giả Chu Văn Tấn, 1971.
- Mấy vấn đề xây dựng Đảng ở miền núi, Nhà xuất bản Việt Bắc, tác giả Chu Văn Tấn, 1972.
- Làm tốt công tác quân sự địa phương, Nhà xuất bản Quân đội nhân dân, tác giả Chu Văn Tấn, 1968.
- Một năm trên biên giới Việt - Trung (Hồi ký), Nhà xuất bản Quân đội nhân dân, tác giả Chu Văn Tấn (Nhị Ca - Như Diệp ghi), 1964.
- Đường 9, Khe Sanh, Nam Lào, thất bại thảm hại của Mỹ - ngụy, Nhà xuất bản Quân đội nhân dân, tác giả Văn Tiến Dũng - Chu Văn Tấn - Hoàng Sâm..., 1971.
- Mười năm chiến thắng vẻ vang của các lực lượng vũ trang giải phóng miền Nam, Nhà xuất bản Quân đội nhân dân, tác giả Văn Tiến Dũng - Chu Văn Tấn - Hoàng Sâm..., 1971.
- Cả nước một lòng quyết chiến, quyết thắng giặc Mỹ xâm lược, Nhà xuất bản Quân đội nhân dân, tác giả Văn Tiến Dũng - Chu Văn Tấn - Hoàng Sâm..., 1971.

## Lịch sử thụ phong quân hàm
1948
 1959